# Франсуа Камано
Франсуа Камано (фр. François Kamano, нар. 1 травня 1996, Конакрі) — гвінейський футболіст, лівий вінгер і нападник клубу «Локомотив» та національної збірної Гвінеї.

## Клубна кар'єра
Розпочав грати у футбол на батьківщині в клубі «Сателліт» з рідного міста Конакрі.
У липні 2014 року він переїхав до Франції, уклавши контракт з «Бастією». До цього нападник був на перегляді в АІКу, «Вільярреалі» та «Ренні».
9 серпня 2014 року нападник провів дебютну гру в Лізі 1, вийшовши на заміну наприкінці зустрічі з «Марселем», а 20 грудня відзначився першим забитим м'ячем, відкривши рахунок у матчі з «Каном». Всього відіграв за команду з Бастії два сезони своєї ігрової кар'єри. Більшість часу, проведеного у складі «Бастії», був основним гравцем атакувальної ланки команди.
27 липня 2016 року за 2,5 млн. євро перейшов у «Бордо», підписавши чотирирічний контракт. У новій команді також відразу став основним гравцем.
17 серпня 2020 року московський «Локомотив» підтвердив перехід гравця, сума трансферу склала 5,5 млн євро.

## Виступи за збірну
6 липня 2013 року дебютував в офіційних іграх у складі національної збірної Гвінеї в матчі відбору до чемпіонату африканських націй 2014 року проти збірної Малі (1:3).
У складі збірної був учасником Кубка африканських націй 2015 року в Екваторіальній Гвінеї. На турнірі нападник взяв участь у двох матчах своєї команди, яка змогла вийти в 1/4 фіналу. Також брав участь у Кубку африканських націй 2019, де разом зі збірною Гвінеї дійшов до 1/8 фіналу.

## Титули і досягнення
- Володар Кубка Росії (1):

«Локомотив» (Москва): 2020-21